# أبانيا
بلدية البيضاء أو أبانيا (بالإسبانية: Abanilla) هي بلدية تقع في منطقة مرسية جنوب شرق إسبانيا.

## الديموغرافيا
بلغ عدد سكان بلدية أبانيا 6.633 نسمة عام 2011 (وفقاً للمعهد الوطني الإسباني للإحصاء).
| 6.130 | 6.153 | 6.040 | 6.265 | 6.568 | 6.589 | 6.633 |

## توأمة
لأبانيا اتفاقيات توأمة مع:
- فيلوربان